# Supercoppa serba 2022 (pallavolo femminile)
La Supercoppa serba 2022 si è svolta il 9 ottobre 2022: al torneo hanno partecipato due squadre di club serbe e la vittoria finale è andata per la prima volta alla Stella Rossa.

## Regolamento
Le squadre hanno disputato una gara unica.

## Squadre partecipanti
| Squadra             | Qualificazione                                         |
| ------------------- | ------------------------------------------------------ |
| Stella Rossa        | Vincitrice Superliga 2021-22 e Coppa di Serbia 2021-22 |
| Železničar Lajkovac | Finalista Coppa di Serbia 2021-22                      |

## Torneo
| 9 ottobre 2022 Sportski centar Voždovac, Belgrado Durata: 1h:35 - Spettatori: ? | Stella Rossa | 3 - 1 | Železničar Lajkovac | 25-21, 25-18, 21-25, 25-13 |